# Афера ЈБТЗ
Афера ЈБТЗ (словен. Afera JBTZ), познато и као Љубљански поступак (словен. Ljubljanski proces) или Поступак против четворице (словен. Proces proti četverici), било је политичко суђење одржано на војном суду у СР Словенији 1988. године. Оптужени, Јанез Јанша, Иван Борштнер, Давид Тасић и Франци Заврл, осуђени су на казне од шест мјесеци до четири године по оптужби због „издаје војне тајне”, након што су учествовали у писању и издавању чланака у којима се критикује Југословенска народна армија. Суђење је изазвало велику пометњу у Словенији и било је повод за организовање и развој демократске опозиције. Одбор за заштиту људских права је основан истог дана кад је извршено хапшење, а што се уопштено сматра почетком Словеначког прољећа.

## Позадина
Крајем осамдесетих година 20. вијека, Словенија је отпочела поступак демократских реформи, које су се одвијале непаралелно у односу на осталих пет република Југославије. Словеначко комунистичко руководство, под Миланом Кучаном, омогућило је већи степен слободе медија. Недјељник Младина искористио је ове слободе и постао је веома популаран у Словенији, намјерно испитивајући границе слободе штампе са вијестима и сатиром која је разбијала старе табуе. Недјељник је 1987. године све чешће нападао ЈНА и њено вођство, нпр. називајући тадашњег министра одбране Бранка Мамулу „трговцем смрти” због продаје оружја Етиопији. Многе од ових чланака написао је млади стручњак за одбрану Јанез Јанша, који је убрзо постао нарочита сметња за вођство ЈНА. Што се ЈНА тиче, Младина је нападала армију, главног заштитника југословенског јединства, па самим тим и Југославију. Када је вођство ЈНА схватило да словеначка власт неће покренути поступак против Младине, онда су они одлучили да то ураде.
Младина је 1988. године дошла у посјед биљешки са тајног састанка Централног комитета Савеза комуниста Југославије, са детаљним плановима за хапшење новина и десидената у Словенији. Посједовање ових документата дало је повод ЈНА да покрене поступак против Младине. Недуго затим, 31. маја, Јанша, други новинар Младине, Давид Тасић, и словеначки водник у ЈНА, Иван Борштнер, су ухапшени. Касније је ухапшен и уредник Младине, Франци Заврл. Оптужени су за издавање војних тајни, а поступак против њих је требало да се води на војном суду, па самим тим словеначка влада није имала учешћа у поступку.

## Суђење
ЈНА се надала да ће повећа степен контроле над Словенијом и потврдити свој ауторитет у републици. Случај, који је постао познат по иницијалима оптужених (Јанша, Борштнер, Тасић и Заврл), био је потпуна пропаст за ЈНА и једино је послужио даљем отуђивању Словенаца од Југославије. Словеначко јавно мнење је масовно подржало четворицу оптужених. Одбор за заштиту људских права је основан, а петиција која је састављена у прилог четворице оптужених прикупила је 100.000 потписа. Демонстрацијама на средишњем љубљанском тргу, Конгресном тргу, 22. јуна присуствоало је најмање 40.000 људи. Сви протести су прошли мирно, не давајући повода војсци за интервенцију.
Суђење је одржано иза затворених врата, а документи по којима је поднесена оптужба никада нису званично објављени, што је довело до гласина и даљих претпоставки да је читаво суђење било намјештено како би се окривили Јанша и недјељник Младина. Додатно, ЈНА је донијела одлуку да се суђење одржава на српскохрватском језику, а не на словеначком, упркос одредби словеначког републичког устава у којој стоји да све службене радње у Словенији треба да се воде на словеначком језику. Ово је додатно узнемирило словачко јавно мњење, коме је употреба словеначког језика била од великог симболичког значаја. Четири оптуженика су осуђена на издржавање казне у трајању од шест мјесеца до четири године и предати су словеначком властима, које су се побринуле да се казне спроведу на најблажи могући начин.

## Посљедице
Ефекат Афере ЈБТЗ је према Џејмсу Гову и Катри Кармајкл био „хомогенизација” словеначке политике: дала је свим Словенцима, без обзира на политички став, нешто око чега ће се сложити. Опозицију, организовану око Одбора за заштиту људских права, примио је комунистички предсједник Словеније, Јанез Становник, која је јавно изразио симпатије према њиховом случају. Суђење је постало важан катализатор за организацију политичких покрета у Словенији. Такође је дата већа снага идеји да Словенија треба да тражи већи степен независност од средишњих власти, поступак који је на крају окончан проглашењем независности 25. јуна 1991. године. Јанша је постао значајна политичка личност, поста је министар одбране 1990, а од 2004. до 2008. био је на дужности предсједника Владе.